# Philodamia
Philodamia es un género de arañas cangrejo de la familia Thomisidae.

## Especies
- Philodamia armillata Thorell, 1895
- Philodamia gongi (Yin, Peng, Gong & Kim, 2004)
- Philodamia hilaris Thorell, 1894
- Philodamia pingxiang Zhu & Ono, 2007
- Philodamia semicincta (Workman, 1896)
- Philodamia tongmian Zhu & Ono, 2007
- Philodamia variata Thorell, 1894